# Zoute Zoen
Zoute Zoen is een manuscriptenprijs voor jeugdboeken in Vlaanderen en Nederland. Deze prijs is de opvolger van de Prijs Knokke-Heist Beste Jeugdboek, die sedert 1970 tweejaarlijks werd uitgereikt. De organisatie is in handen van het Cultuurcentrum Knokke-Heist en uitgeverij Davidsfonds/Infodok. Vanaf 2010 werd de huidige naam aangenomen.
De gemengd Vlaams-Nederlandse jury komt uit de wereld van de kinder- en jeugdliteratuur. Het winnende manuscript wordt als jeugdboek uitgegeven en de auteur ontvangt een geldprijs (oorspronkelijk 495 euro, oplopend tot 12.500 vanaf 2000, en verlaagd tot 5000 vanaf 2016).

## Laureaten
- 2016 - Geert Klaasen - De Zilveren Raaf
- 2012 - Ellis Flipse - Alex en de Dux van het zuiden
- 2010 - Marleen Nelen – Over Zee
- 2008 - Do Van Ranst – Moeders zijn gevaarlijk met messen
- 2006 - Frank Adam – De passie van de puber
- 2004 - Do Van Ranst – Mijn vader zegt dat wij levens redden
- 2002 - Gerda van Erkel – Een dubbel vuurteken
- 2000 - Ina Vandewijer – Witte pijn
- 1998 - Karel Verleyen – Prins van de Leegte
- 1996 - Patrick Bernauw en Guy Didelez – In het teken van de ram
- 1993 - Gerda van Erkel – Zes maal één is zeven
- 1990 - Walter Gansemans – Jonas, schilder of geus?
- 1988 - Wim Daems – Het koopkind
- 1986 - Teresa Van Marcke – De eenhoorn
- 1984 - Denise De Veylder – Rumoer in het land van de mieren
- 1981 - Odette Jacob-Debeuf – De sterrentocht
- 1978 - Henri van Daele – Joran, tovenaar met één ster
- 1977 - Henri van Daele – De radijsjeskoning
- 1973 - Mireille Cottenjé – Het grote onrecht
- 1970 - René Struelens – Vlucht langs de Anapoer